# 투 머치 (영화)
《투 머치》(영어: Two Much)는 미국에서 제작된 페르난도 트루에바 감독의 1996년 로맨틱 스크루볼 코미디 영화이다. 안토니오 반데라스, 멜러니 그리피스, 대릴 해나, 대니 아이엘로 등이 출연하였고, 크리스티나 우에테 등이 제작에 참여하였다.
미국에서는 터치스톤 픽처스에 의해, 다른 국가들에서는 메트로 골드윈 메이어에 의해 개봉되었다.

## 줄거리
말총머리가 특징이며 화랑을 경영하는 아트 도지는 조수 글로리아와 화가 매니에게 줄 돈이 밀리자 신문 부고에 나온 상갓집을 찾아가 고인이 며칠 전 그림을 구매했다고 속여 유족에게서 돈을 뜯어낸다.
어느 날 아트는 아버지를 잃은 조직 폭력배 진에게 똑같은 수법의 사기를 치다가 거짓말이 들통난다. 진의 오른팔에게 흠씬 두들겨 맞은 아트는 조문을 하러 온 진의 전 아내인 부유한 상속녀 베티의 롤스로이스를 얻어타고 도망친다.
아트는 베티와 잠자리를 갖게 되고, 베티는 충동적으로 결혼식을 2주 뒤로 잡고 적극적으로 밀어붙인다. 그러나 아트는 미술 교수인 베티의 언니 리즈를 만나자 그만 반해버린다.
리즈는 아트를 동생의 돈만 노리는 지골로 취급을 하며 거리를 두고 차갑게 대한다. 생각 끝에 아트는 머리를 풀고 다니고 안경을 쓰는 가짜 쌍둥이 형제 바트를 급조한다. 아직 베티를 사랑하는 진이 반드시 베티와 결혼해 베티를 행복하게 만들어주라고 협박하는 가운데 아트는 화가 바트를 연기하며 리즈에게 접근해 가까워지는데...

## 출연
- 안토니오 반데라스 - 아트 도지, "바트 도지" 역
- 멜러니 그리피스 - 베티 커너 역
- 대릴 해나 - 리즈 커너 역
- 대니 아이엘로 - 진 역
- 조앤 큐잭 - 글로리아 역
- 일라이 월럭 - 셸던 도지 역
- 가비노 디에고 - 매니 역
- 오스틴 펜들턴 - 허파이어 정신과 의사 역
- 앨런 리치 - 래러비 목사 역
- 빈센트 스키어벨리 - 소믈리에 역
- 필 리즈 - 링컨 여단 역

## 기타 제작진
- 협력 제작: 폴 다이아몬드, 페르난도 가르시얀
- 배역: 조해나 레이, 일레인 J. 허자
- 미술: 후안 보테야
- 의상: 라라 우에테